# Mönchsgrasmücke
Die Mönchsgrasmücke (Sylvia atricapilla) ist ein Singvogel aus der Gattung der Grasmücken. Sie ist die häufigste Grasmücke in Mitteleuropa.

## Beschreibung

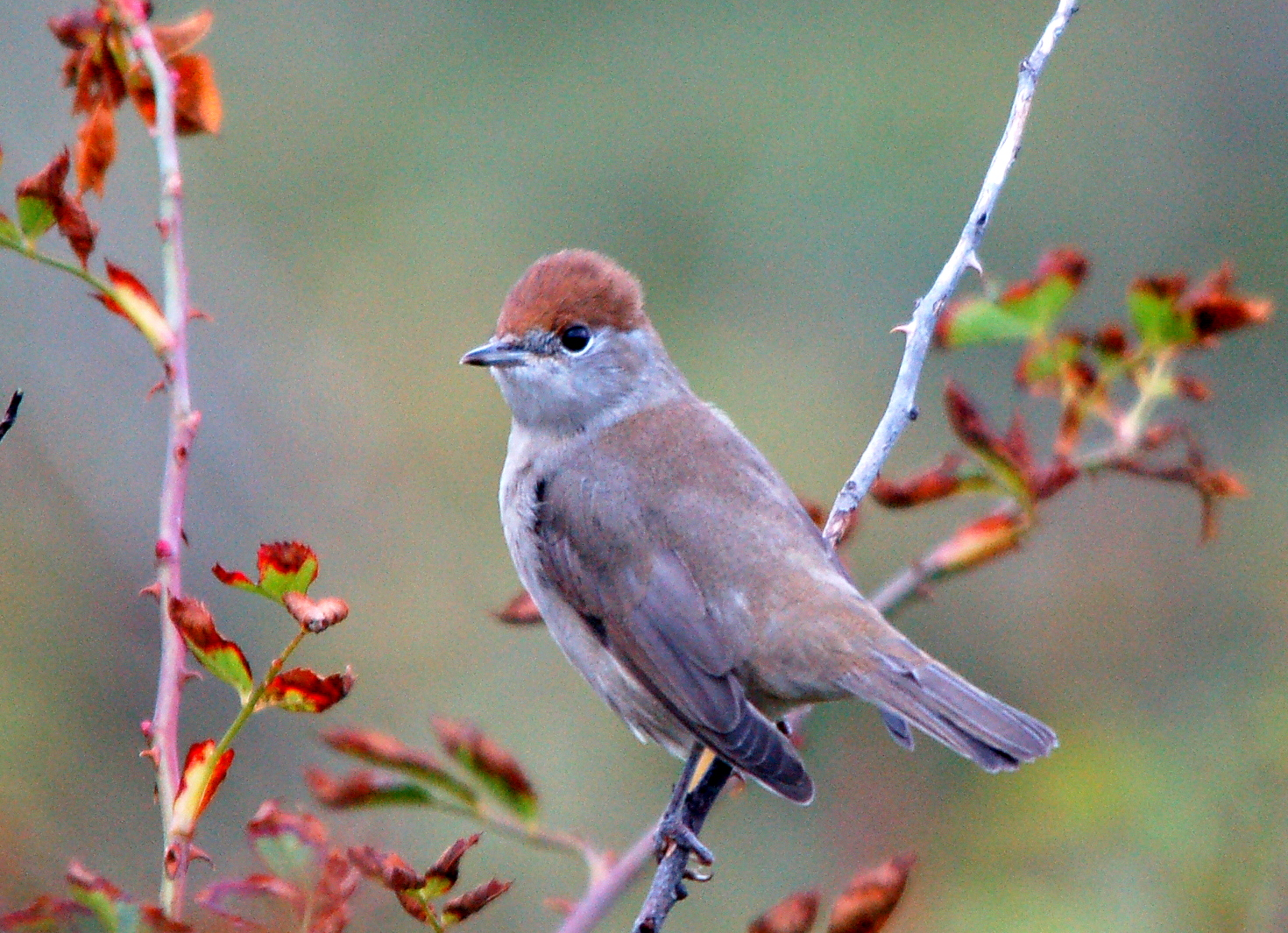
Weibchen mit rotbrauner Kappe

Die Mönchsgrasmücke ist 13,5 bis 15 Zentimeter lang und hat eine Flügelspannweite von 20 bis 23 Zentimetern. Sie wiegt zwischen 15 und 22 Gramm.
Die Oberseite ist dunkelgrau, die Unterseite olivgrau. Die Kehle und die Unterschwanzdecken sind hell, die Iris immer schwarz. Der Schwanz ist immer dunkel, am Ansatz heller und ohne weiß. Die Flanken sind leicht bräunlich angehaucht, bei Weibchen und Jungvögeln stärker als bei Männchen. Der Schnabel und die Beine sind grau.
Für die Männchen ist die schwarze Federkappe charakteristisch.  Der Namensbestandteil „Mönch“ bezieht sich auf die schwarze Kopfkappe, die an die Tonsur oder Kopfbedeckung eines Mönchs erinnert. Der wissenschaftliche Artname „atricapilla“ (lat. „Schwarzköpfchen“) sowie der in Österreich und Bayern verbreitete Volksname „Schwarzplattl“ nehmen darauf Bezug. Die Weibchen und die Jungvögel haben eine rotbraune Kappe. Männchen im ersten Winter haben eine braune, schwarze oder aus beiden Farben gemischte Kappe.

## Stimme
Der typische Gesang beginnt mit einer leise schwätzenden Strophe und nimmt dann plötzlich an Lautstärke zu. Diese aus flötenden Tönen bestehenden, kurzen Strophen klingen „überschlagend“. In diese werden hin und wieder auch Geräuschen ähnelnde Töne und teilweise Imitationen anderer Vögel eingefügt. Der Gesang wird, vor allem nach der Rückkehr aus dem Überwinterungsgebiet, mit dem Beginn der Balz lang und ausdauernd vorgetragen und nimmt mit zunehmender Brutzeit ab. Ab Mitte Juli ist er nur noch selten zu hören.
Die Motive des Gesangs werden von den männlichen Jungvögeln erlernt und sind somit überliefert. Sie singen erstmals im Herbst, dieser Herbstgesang hat kürzere Strophen.
Aufgrund des großen Verbreitungsgebietes der Mönchsgrasmücke haben sich etliche Dialekte entwickelt, das heißt, es sind ortsgebundene Unterschiede im Gesang zu beobachten. So kann der laute Überschlag im Gesang regional auch als vereinfachte Form, das so genannte Leiern, auftreten.
Neben dem Gesang ist häufig ein schmatzender Erregungslaut zu hören, etwa wie „tak“ oder „tek“, der an aufeinander schlagende Kieselsteine erinnert und in rascher Folge mehrfach wiederholt wird. In schnellerer Abfolge auch als „dededede“ oder „täg täg täg …“. Der Warnruf ist ein raues „rree“ oder „schräit“. Der Ortungsruf der ausgeflogenen Jungvögel ist ein sehr typisches „idat“, das von April bis September auch von den Altvögeln im Brutrevier zu hören ist. Oft ist dies die einzige Lautäußerung im Überwinterungsgebiet im Mittelmeerraum.

## Verbreitungsgebiet und Lebensraum

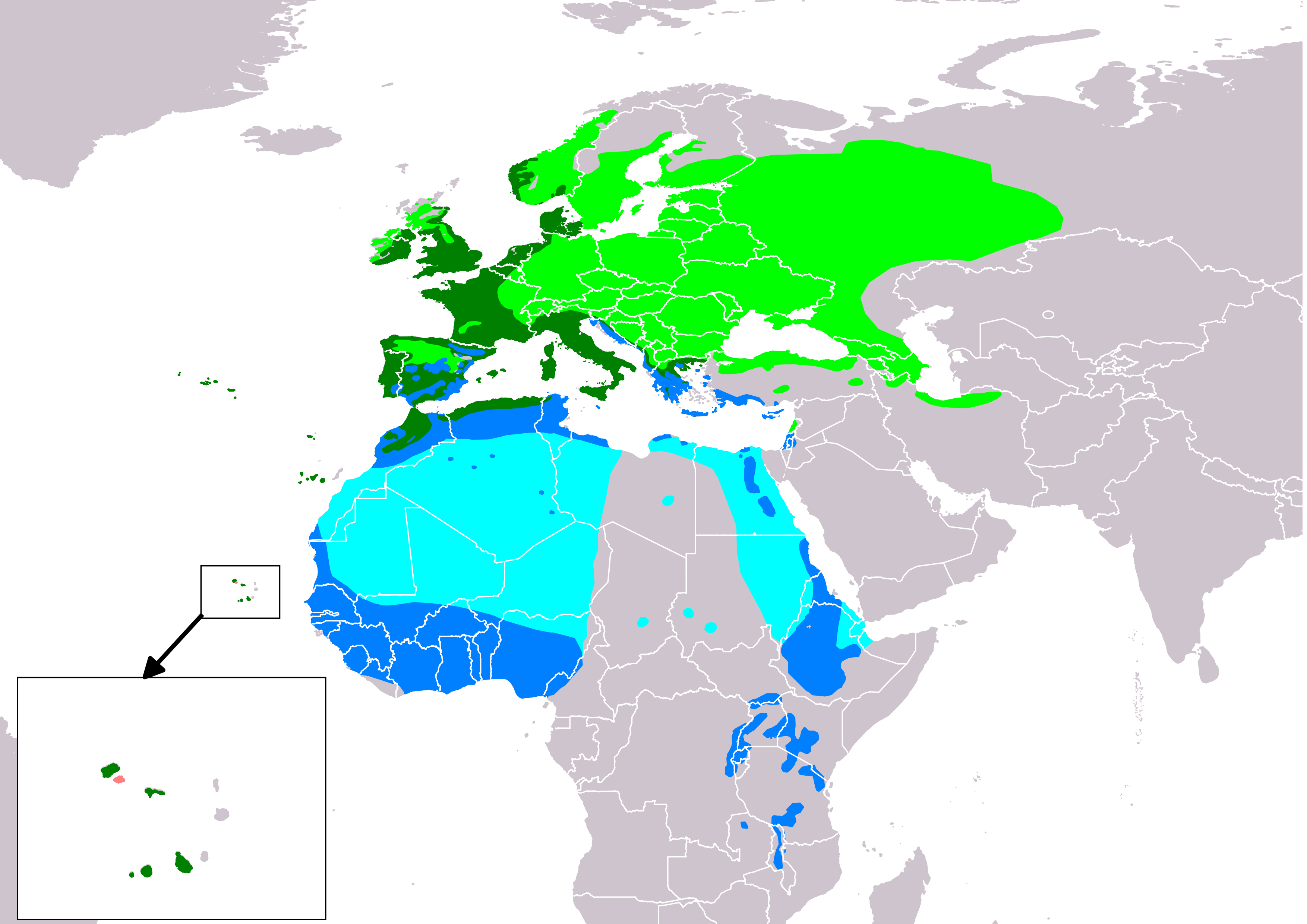
Verbreitungsgebiete der Mönchsgrasmücke:
Brutgebiete
Ganzjähriges Vorkommen
Migration
Überwinterungsgebiete
Population wahrscheinlich erloschen

Die Mönchsgrasmücke ist in ganz Europa mit Ausnahme Islands, Nordskandinaviens und den nördlichsten Spitzen der Britischen Inseln verbreitet.
Im Süden liegt die Verbreitungsgrenze in Nordwest-Afrika und am Schwarzen Meer. Im Osten reicht die Verbreitung bis in den Westsajan und zum Kaspischen Meer.
In Mitteleuropa ist die Mönchsgrasmücke nahezu flächendeckend verbreitet, mit Ausnahme baum- und strauchloser Flächen und des Hochgebirges ab etwa 1500 Metern Höhe, mit den höchsten Dichten in Auwäldern, feuchten Mischwäldern und schattigen Parkanlagen. Baumlose Strauchbestände werden gemieden. Sie hält sich außerhalb der Brutzeit meist in Gebüschen auf, die viele Beeren tragen, dann auch in offener Landschaft. Im Überwinterungsgebiet ist sie sehr vielseitig in der Wahl des Lebensraumes.
Die Mönchsgrasmücke brütet auch mitten in Großstädten in buschreichen und baumbestandenen Gärten und Parks. In der Auswahl des Brutreviers ist die Mönchsgrasmücke die vielseitigste Grasmücke Mitteleuropas. Bevorzugt werden halbschattige Stellen vor trockenen, offenen und sonnigen Flächen. Sie bevorzugt Laubhölzer gegenüber Nadelwald, kann jedoch örtlich auch verstärkt in immergrüner Vegetation, wie etwa Efeu oder Lorbeerwäldern, auftreten.

### Zugverhalten
Die in Nord- und Osteuropa brütenden Mönchsgrasmücken sind Mittel- und Langstreckenzieher. In West- und Mitteleuropa sind sie Kurz- und Mittelstreckenzieher und die im Mittelmeerraum brütenden sind Teilzieher.
Die auf den Atlantikinseln (Kanarische Inseln, Madeira und Kap Verde) brütenden Mönchsgrasmücken zeigen kein Zugverhalten.
Die Überwinterungsgebiete sind von der Zugdistanz abhängig und reichen von der Küste des Atlantiks in West- und Südeuropa bis nach Südafrika. Eine wachsende Anzahl von Individuen überwintert bereits in Mitteleuropa.
Seit den 1960er-Jahren haben Teile der süddeutschen und österreichischen Population eine mehr nordwestliche Zugroute eingeschlagen, die sie nach Großbritannien führt.
Neben klimatischen Veränderungen wird dies hauptsächlich auf die in Großbritannien weit verbreitete Vogelfütterung zurückgeführt. Da die mehr nordwestlich ziehenden Individuen begonnen haben, sich in Schnabelform, Flügelform und Färbung von der Hauptpopulation zu unterscheiden, nimmt man an, dass sich hier eine neue (Unter-)Art herausbildet.

## Nahrung
Die Nahrung besteht zur Brutzeit aus Insekten und deren Larven sowie Spinnen. Beeren und Früchte sind vom Sommer bis in den März ein wichtiger Teil der Nahrung, anders als bei den anderen Grasmücken. Die Jungen werden auch damit gefüttert. Im Frühjahr werden auch Nektar und Staubblätter zum Beispiel von Mandelblüten genutzt; nach Rückkehr aus dem Winterquartier, bei für Insektenflug ungünstiger Witterung und Vorhandensein von Misteln, auch der zähklebrige Außenteil von Mistelbeeren ohne die Samenkerne. Dadurch gehören sie zu den wenigen Arten von Mistelverbreitervögeln in Europa, und sie sind vor allem Vektor für die Weißbeerige Mistel.

## Fortpflanzung

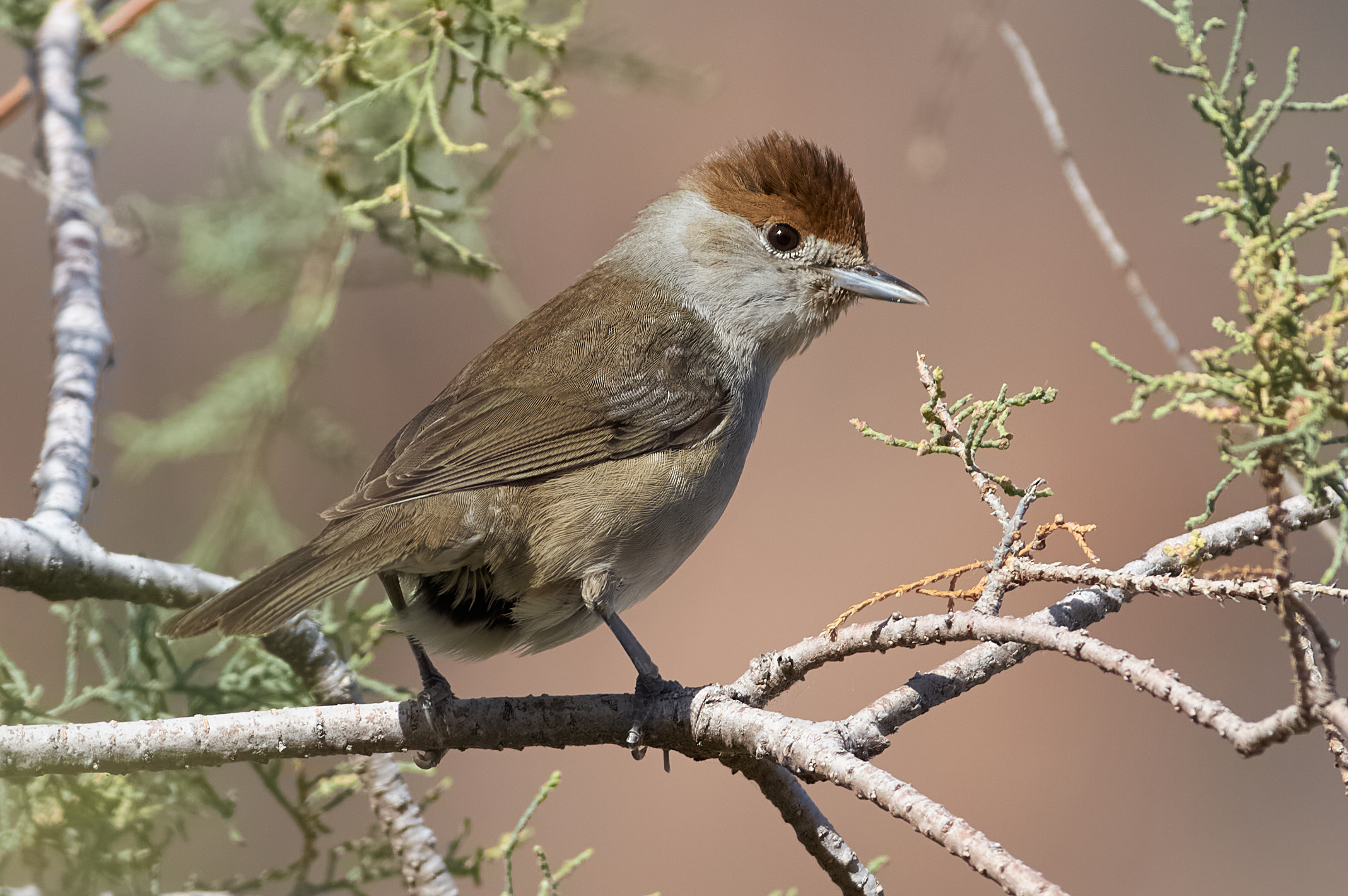
Weibchen der Unterart S. a. heineken

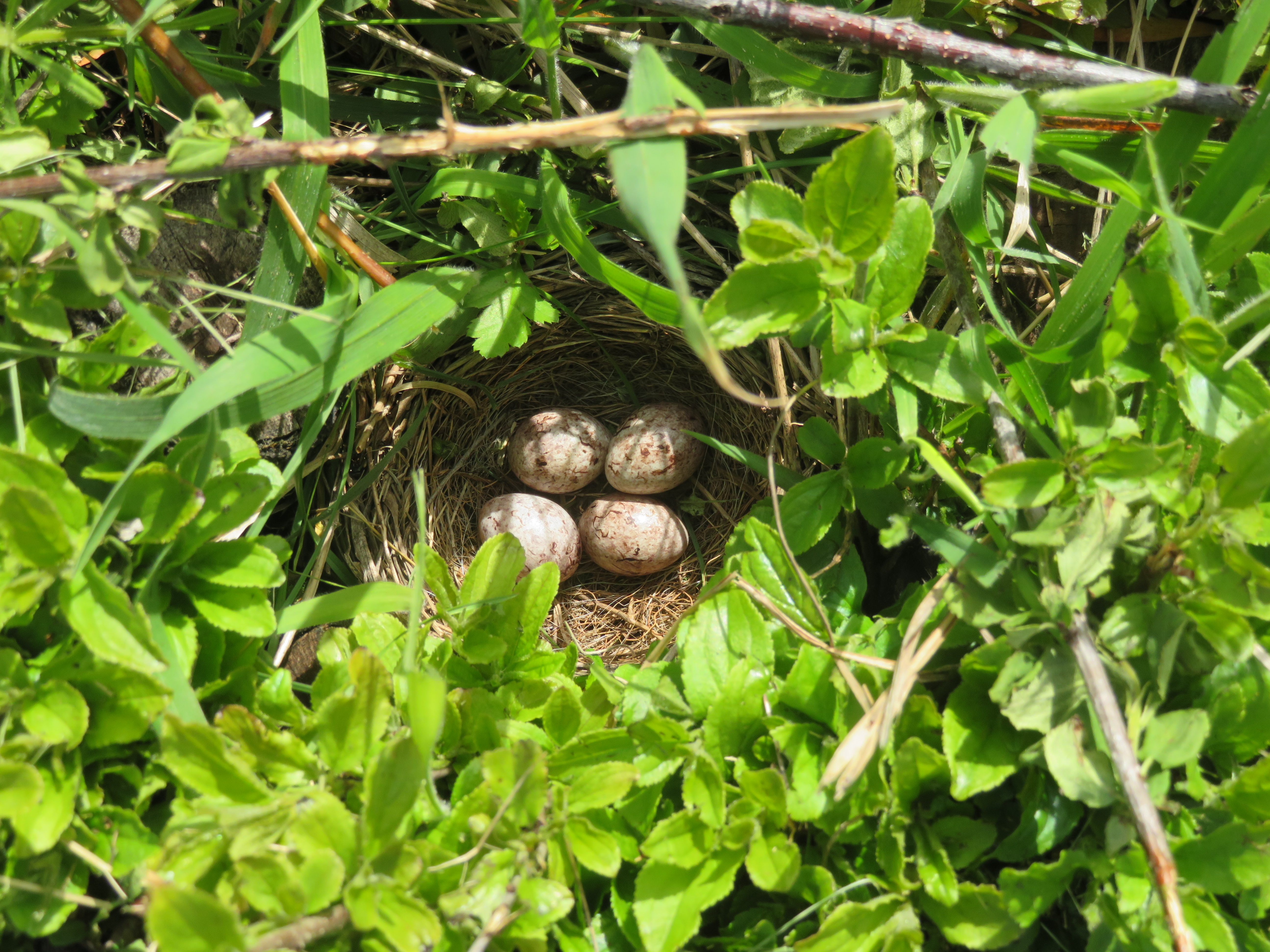
Nest mit Eiern

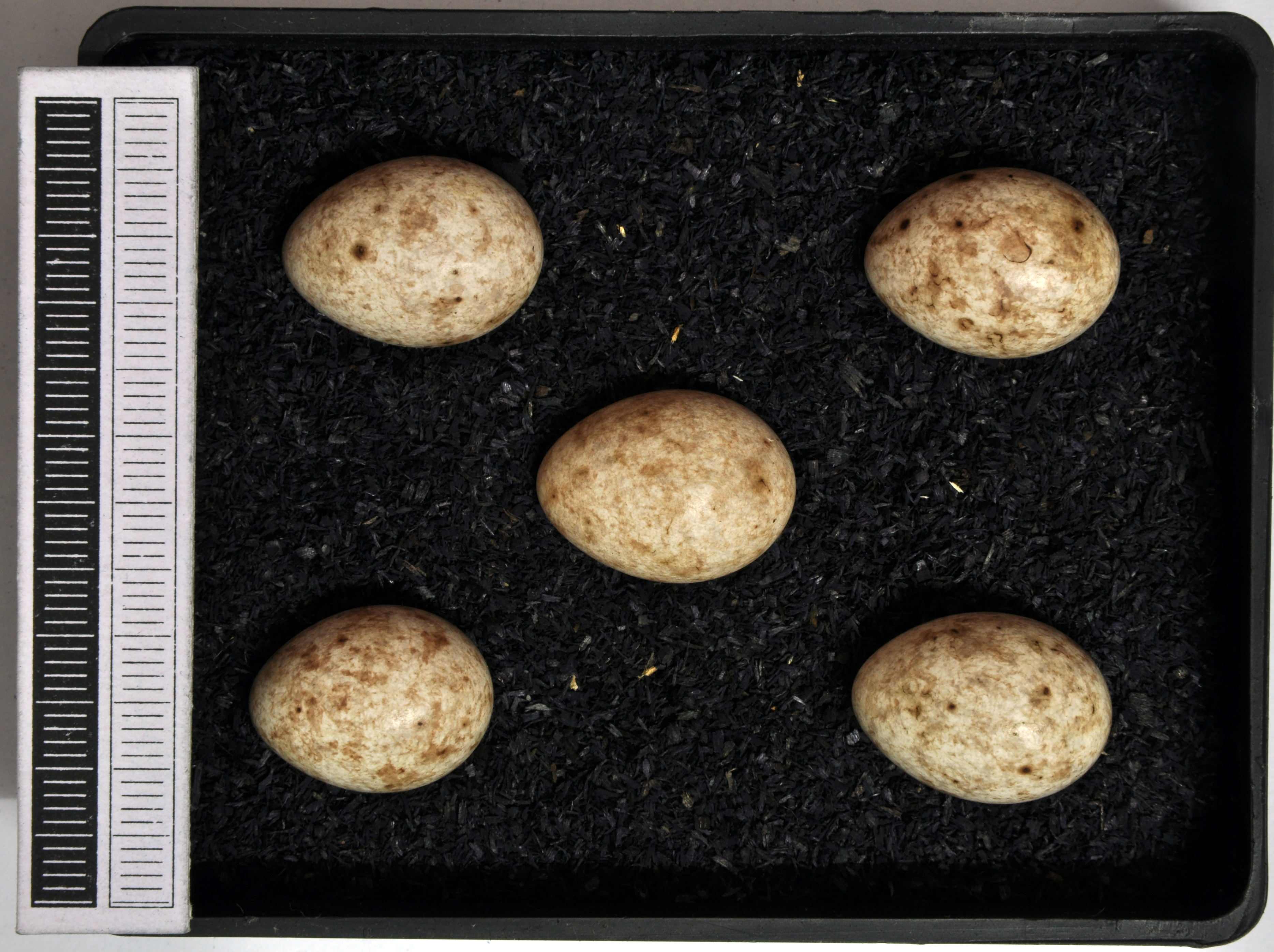
Gelege, Sammlung Museum Wiesbaden

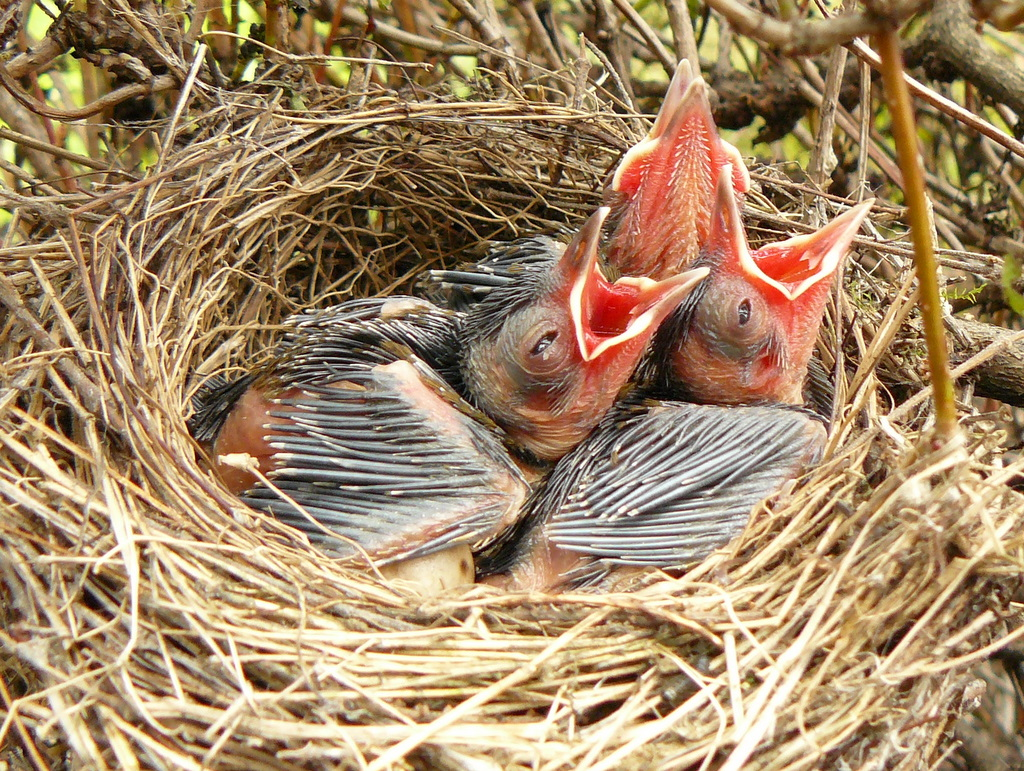
Nest mit Jungvögeln

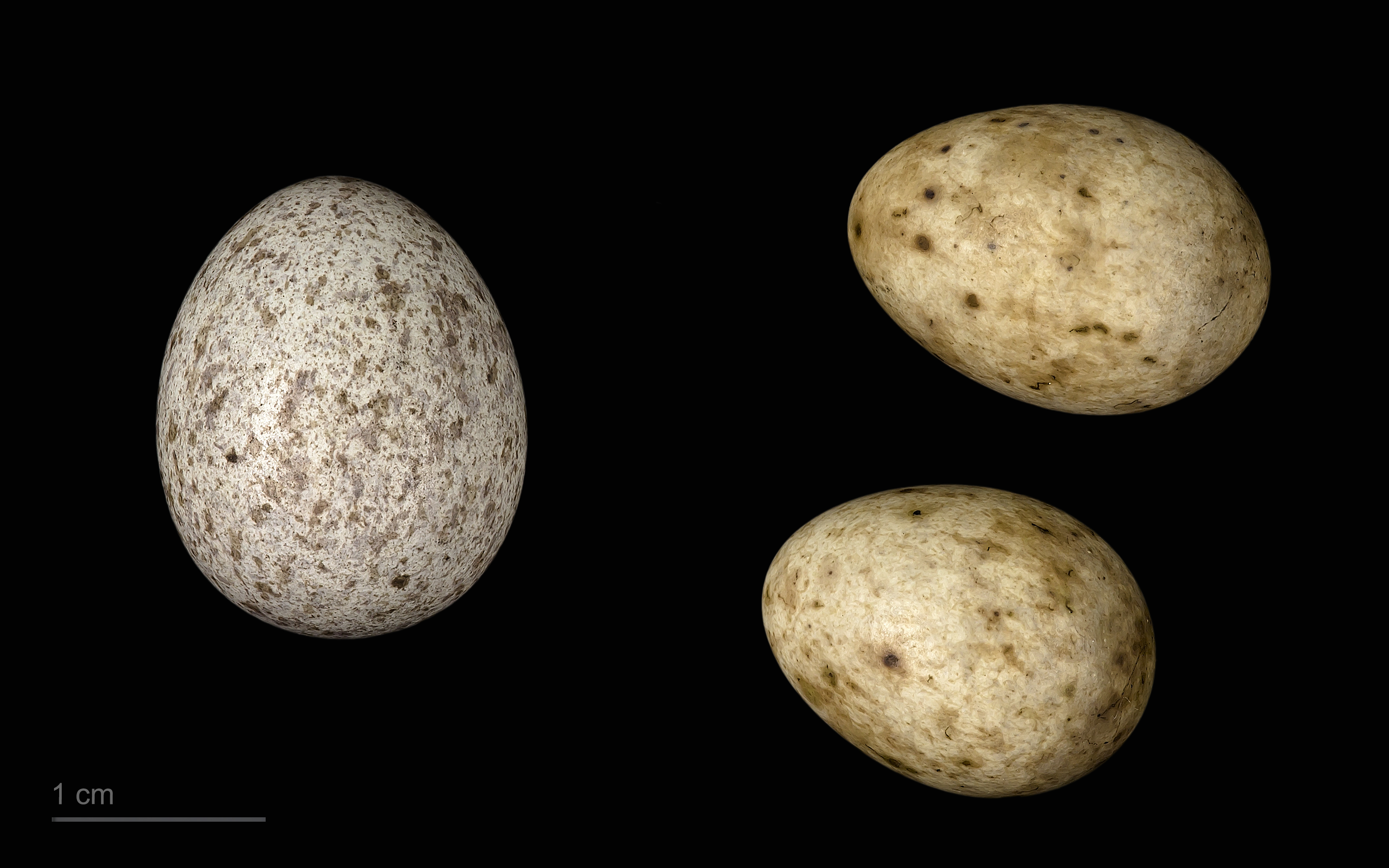
Links: Cuculus canorus bangsi rechts: Sylvia atricapilla, Sammlung Museum von Toulouse

Ihr Nest baut die Mönchsgrasmücke niedrig in dichtem Gebüsch, als halboffenen Napf aus Gräsern, Moos und Wurzeln. Das Gelege besteht meistens aus fünf Eiern, die 10 bis 15 Tage bebrütet werden. Die Jungvögel verlassen nach 10 bis 14 Tagen das Nest.

## Systematik
Es gibt fünf Unterarten, die sich jedoch morphologisch kaum unterscheiden.
- S. a. atricapilla Linnaeus 1758, die Nominatform, kommt in Europa nördlich des Mittelmeeres vor
- S. a. dammholzi Stresemann 1928, kommt im Kaukasus bis zum Nordiran vor
- S. a. pauluccii Arrigoni 1902, kommt im zentralen und östlichen Mittelmeerraum vor
- S. a. heineken Jardine 1830, kommt auf Madeira, den Kanarischen Inseln, im Süden der Iberischen Halbinsel und in Nordwestafrika vor
- S. a. gularis Alexander 1898, kommt auf den kapverdischen Inseln und den Azoren vor

## Bestand und Gefährdung
Der Gesamtbestand der Mönchsgrasmücke in Europa beträgt 25 bis 49 Millionen Brutpaare, mit leicht zunehmender Tendenz. Lokal kann der Bestand um mehr als 50 Prozent schwanken. In letzter Zeit wurden vermehrt Bestandzunahmen und teilweise auch Arealausweitungen in Deutschland und Österreich festgestellt.
Mit 4,6 bis 6,2 Millionen Brutpaaren 2016 ist die Mönchsgrasmücke in Deutschland die vierthäufigste Brutvogelart. Die Mönchsgrasmücke gilt als nicht gefährdet, der Bestand zeigt europaweit einen steigenden Trend.